# Gorizia (cruzador)
O Gorizia foi um cruzador pesado operado pela Marinha Real Italiana e a terceira embarcação da Classe Zara, depois do Zara e Fiume, e seguido pelo Pola. Sua construção começou em março de 1930 na O.T.O. Cantieri di Livorno e foi lançado ao mar em dezembro do mesmo ano, sendo comissionado na frota italiana em dezembro de 1931. Era armado com uma bateria principal composta por oito canhões de 203 milímetros montados em quatro torres de artilharia duplas, tinha um deslocamento de catorze mil toneladas e conseguia alcançar uma velocidade máxima de 32 nós.
O cruzador teve um início de carreira tranquilo e com poucos incidentes. Suas ações no período pré-guerra consistiram principalmente de exercícios de treinamento com o resto da frota e revistas oficiais, chegando a fazer uma viagem diplomática para os Jogos Olímpicos de Verão de 1936. A embarcação participou em março de 1939 da intervenção italiana na Guerra Civil Espanhola, quando interceptou uma esquadra de navios da facção republicana tentando chegar no Mar Negro. No mês seguinte, o Gorizia e seus irmãos deram suporte para a invasão italiana da Albânia.
Na Segunda Guerra Mundial, o navio participou de várias operações de escolta de comboios para a Campanha Norte-Africana, também tendo lutado nas batalhas de Calábria, Tarento e Cabo Spartivento em 1940 e das duas Batalhas de Sirte em 1941 e 1942. Foi danificado várias vezes por ataques aéreos, com o mais grave tendo ocorrido em abril de 1943. A Itália se rendeu em setembro e o ainda danificado Gorizia foi tomado pelos alemães, porém abandonado. Depois da guerra, os italianos consideraram o navio danificado além de qualquer reparo e ele foi desmontado.

## Características

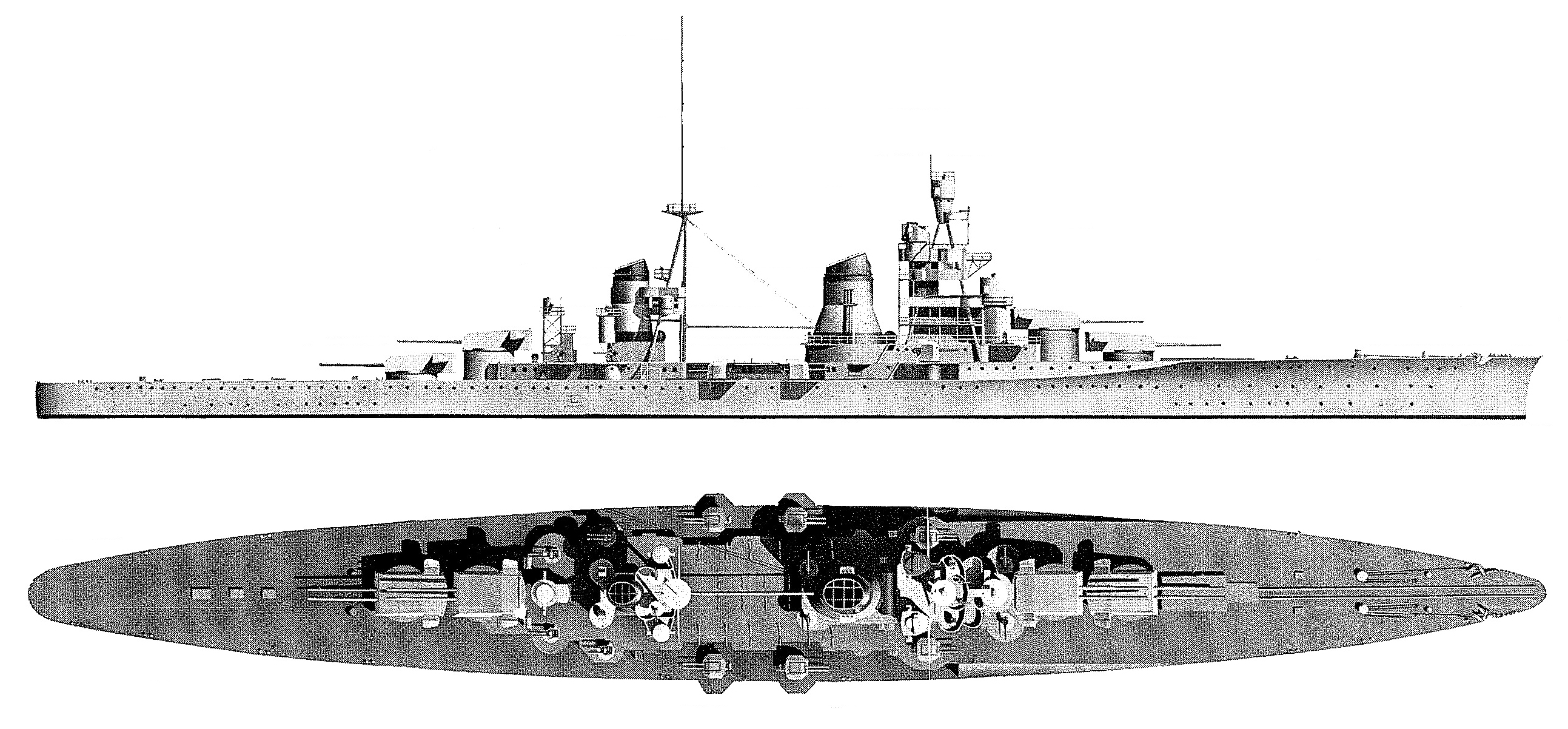
Desenho da Classe Zara

O Gorizia tinha 182,8 metros de comprimento de fora a fora, boca de 20,62 metros e calado de 7,2 metros. Seu deslocamento carregado era de 14,3 mil toneladas, porém seu deslocamento estava nominalmente dentro do limite de dez mil toneladas do Tratado Naval de Washington. Seu sistema de propulsão era composto por duas turbinas a vapor Parsons alimentadas por oito caldeiras Thornycroft. Seus motores podiam produzir 96,5 mil cavalos-vapor (71 mil quilowatts) de potência, o suficiente para alcançar uma velocidade máxima de 32 nós (59 quilômetros por hora). Ele podia carregar até 2,4 mil toneladas de óleo combustível, o que proporcionava uma autonomia de 5 360 milhas náuticas (9 930 quilômetros) a dezesseis nós (trinta quilômetros por hora). Sua tripulação era formada por 841 oficiais e marinheiros.
A bateria principal tinha oito canhões Ansaldo Modello 1929 calibre 53 de 203 milímetros em quatro torres de artilharia duplas, duas na proa e duas na popa, com uma torre sobreposta a outra. Sua bateria secundária e antiaérea tinha dezesseis canhões O.T.O. Modello 1929 calibre 47 de 100 milímetros em montagens duplas, quatro canhões Vickers-Terni calibre 39 de 40 milímetros em montagens únicas e oito metralhadoras Breda Modello 1931 de 13,2 milímetros em montagens duplas. O cinturão principal tinha 150 milímetros de espessura à meia-nau, com anteparas de 90 a 120 milímetros nas extremidades. O convés blindado era protegido por placas de setenta milímetros, complementado por um convés secundário que ficava acima do principal e tinha vinte milímetros. As torres de artilharia tinham placas de 150 milímetros na frente, enquanto as barbetas tinham a mesma espessura. A torre de comando tinha placas laterais de 150 milímetros e um teto de oitenta milímetros.

## História

### Tempos de paz
O batimento de quilha do Gorizia ocorreu em 17 de março de 1930 na O.T.O. Cantieri di Livorno. Foi lançado ao mar em 28 de dezembro do mesmo ano e comissionado na 2ª Divisão em 23 de dezembro de 1931. Ele participou em 13 de agosto de 1932 de exercícios no Golfo de Nápoles em homenagem ao rei Vítor Emanuel III. Se tornou a capitânia da divisão no dia 25 do mesmo mês. O cruzador participou de uma revista naval entre 6 e 7 de julho de 1933 em homenagem ao ditador Benito Mussolini. O navio foi transferido para a 1ª Divisão em 16 de setembro, onde também ficou como capitânia. O Gorizia recebeu sua bandeira de guerra em sua cidade homônima em 29 de junho de 1934. O cruzador escoltou o iate real Savoia em outubro durante uma viagem para a África, incluindo paradas em Berbera na Somalilândia Britânica e em Mogadixo na Somalilândia Italiana.
A capitânia da 1ª Divisão foi temporariamente transferida para seu irmão Pola em 31 de dezembro, retornando para o Gorizia em 3 de junho de 1935. O cruzador foi enviado para a Espanha em 24 de julho de 1936 a fim de evacuar cidadãos italianos de Gijón, durante a Guerra Civil Espanhola. Ele passou pelo Estreito de Gibraltar no dia 29 e chegou em Gijón dois dias depois. Os cidadãos italianos embarcaram em 1º de agosto e o navio navegou para Le Verdon-sur-Mer, na França, onde desembarcaram até o dia 4. O Gorizia então seguiu para Kiel, na Alemanha, em 8 de agosto para participar de uma revista naval junto com o cruzador pesado alemão Admiral Graf Spee, o cruzador rápido Königsberg e o cruzador rápido britânico HMS Neptune. O navio permaneceu em Kiel para os Jogos Olímpicos de Verão de 1936, pois os eventos de vela estavam ocorrendo no local.

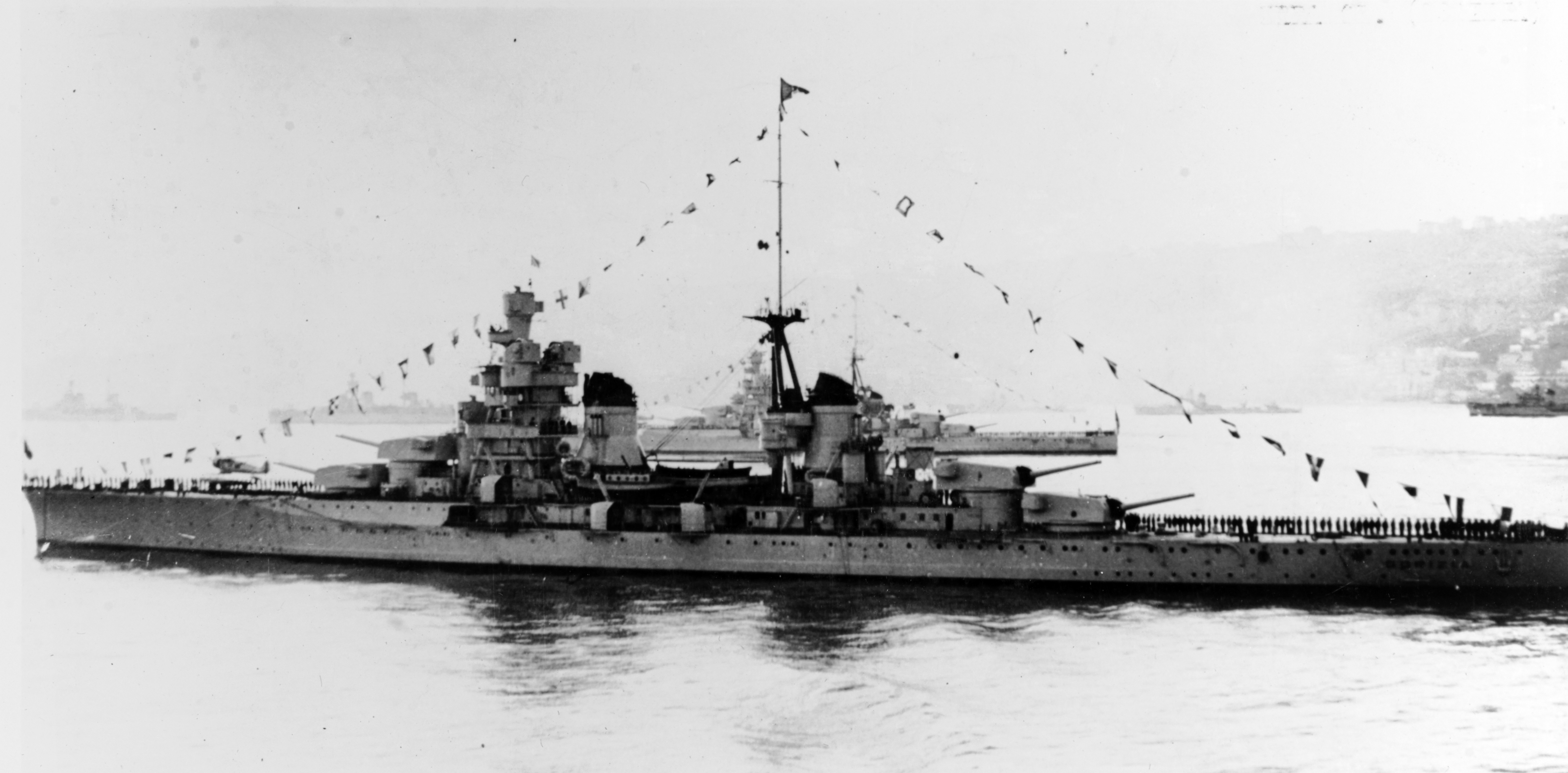
O Gorizia em 1938

O Gorizia deixou Kiel em 19 de agosto e navegou para Tânger, chegando cinco dias depois. Sua estadia foi curta e ele logo seguiu para a Itália, porém seu tanque de combustível de aviação explodiu na mesma noite, infligindo danos sérios. O navio foi forçado a retornar para Tânger antes de rumar pra Gibraltar no dia 25 de agosto a fim de passar por reparos temporários. Oficiais britânicos examinaram a embarcação enquanto ela estava na doca seca e concluíram que ela excedia o limite de dez mil toneladas do Tratado Naval de Washington, porém não realizaram nenhuma denuncia formal contra os italianos pela violação. Os consertos terminaram em 9 de setembro e o Gorizia foi para La Spezia, onde reparos permanentes seriam feitos. Ele chegou dois dias depois e os trabalhos terminaram em novembro. O navio participou no dia 27 do mesmo mês de uma revista naval em homenagem a Miklós Horthy, o Regente da Hungria. Seu irmão Fiume o substituiu em 17 de maio de 1937 como a capitânia da divisão. Outra revista naval ocorreu em 7 de junho para o general-marechal de campo alemão Werner von Blomberg, seguida em 5 de maio de 1938 por mais uma, desta vez para o ditador alemão Adolf Hitler.
Os membros da Classe Zara partiram de Tarento em 7 de março de 1939 com um objetivo de interceptar uma esquadra da facção republicana da Guerra Civil Espanhola, que estavam tentando chegar no Mar Negro. Os italianos receberam ordens de não abrir fogo, mas de tentar impedir o progresso dos espanhóis e forçá-los a atracarem em Augusta, na Sicília. O comandante espanhol se recusou e seguiu para Bizerta, na Tunísia, onde foram internados. Um mês depois, de 7 a 9 de abril, o Gorizia deu apoio para a invasão italiana da Albânia. Ele esteve presente em junho durante uma visita de Ramón Serrano Suñer, o Ministro do Interior espanhol, logo depois da facção republicana ter sido derrotada. Dias depois o cruzador participou das celebrações do primeiro Dia da Marinha em Veneza. Ele passou o resto de 1939 e o início de 1940 sem incidentes.

### Segunda Guerra

#### Primeiras ações
A Itália entrou na Segunda Guerra Mundial em 10 de junho de 1940 e o Gorizia foi designado para a 1ª Divisão da 1ª Esquadra, junto com seus irmãos Zara e Fiume, mais quatro contratorpedeiros da Classe Oriani. As embarcações foram imediatamente enviadas para uma patrulha próxima de Creta entre os dias 11 e 12, tendo sido atacadas por um submarino desconhecido, que o Gorizia e os contratorpedeiros falharam em encontrar. O cruzador esteve presente na Batalha da Calábria em 9 de julho, ficando inicialmente no lado oposto do confronto. Torpedeiros do porta-aviões HMS Eagle atacaram os cruzadores pesados, porém não conseguiram acertar. Os couraçados italianos começaram a enfrentar suas contrapartes britânicas e assim os cruzadores pesados se juntaram para atacar o couraçado HMS Warspite, o vanguarda da linha britânica, porém não conseguiram acertá-lo. Um acerto no couraçado Giulio Cesare reduziu sua velocidade para dezoito nós (33 quilômetros por hora), forçando o almirante de esquadra Inigo Campioni a recuar, pois seus navios não podiam mais manter a formação. Os cruzadores britânicos atacaram enquanto os italianos recuavam, porém disparos ferrenhos os afastaram.
A 1ª Divisão escoltou um comboio para a Líbia em 30 de julho, retornando para Augusta dois dias depois. Exercícios de artilharia foram realizados em 16 de agosto próximos de Nápoles, com os navios seguindo para Tarento no dia 29. A 1ª Divisão partiu em 31 de agosto para tentar interceptar um comboio britânico, porém a operação foi cancelada sem que os britânicos fossem encontrados. O Gorizia fez uma patrulha próximo da Sicília de 7 a 9 de setembro, porém não encontrou nenhuma embarcação inimiga. Ele voltou para Tarento no dia 11 e participou de novos exercícios de artilharia em 23 e 24 de setembro, depois novamente em 6 de novembro. O cruzador esteve presente no porto na noite de 11 para 12 de novembro quando os britânicos realizaram um grande ataque aéreo, porém não foi danificado. Suas baterias antiaéreas conseguiram abater uma aeronave inimiga. O navio foi transferido para Nápoles logo em seguida. Ele participou da Batalha do Cabo Spartivento no dia 27, quando enfrentou cruzadores britânicos e abateu uma aeronave. Os britânicos bombardearam o porto de Nápoles quatro dias depois e os navios foram temporariamente relocados para La Maddalena em 15 de dezembro.

#### Escoltas
O Gorizia voltou para Tarento no final de janeiro de 1941. Participou de treinamentos com o Zara em 29 de janeiro e então foi para La Spezia a fim de passar por uma manutenção periódica. Os trabalhos duraram entre 28 de fevereiro e 7 de maio e o Pola o substituiu na 1ª Divisão. Todos os outros três membros da Classe Zara foram afundados em 28 de março na Batalha do Cabo Matapão. Como a 1ª Divisão tinha sido eliminada, o Gorizia foi designado em 8 de maio para a 3ª Divisão, junto com os dois cruzadores da Classe Trento. Os navios começaram a escoltar comboios para a Campanha Norte-Africana no mesmo mês, com o primeiro ocorrendo dos dias 26 e 28. Outro comboio partiu em 25 de junho, escoltando pelo Gorizia, Trieste e uma esquadra de contratorpedeiros. Este comboio era formado por transatlânticos convocados e foi para Trípoli e retornou, chegando em Tarento em 1ª de julho. A principal frota italiana partiu em 23 de agosto para interceptar a Força H britânica, porém não conseguiram localizá-la.
Os britânicos lançaram vários ataques aéreos contra Messina, onde a divisão estava baseada, entre 9 e 11 de setembro, com as baterias antiaéreas do Gorizia contribuindo para a defesa do porto. Outro comboio britânico para Malta ocorreu no final do mesmo mês e a frota italiana partiu no dia 26 para tentar interceptá-lo, porém esta operação foi cancelada assim que os italianos descobriram a força da frota britânica. O Gorizia foi enviado para La Maddalena logo em seguida em 29 de setembro, porém retornou para Messina pouco depois em 10 de outubro. Mais um ataque aéreo contra o porto ocorreu em 21 de novembro e a superestrutura do cruzador foi muito danificada por estilhaços de bombas, porém ele mesmo assim partiu no dia seguinte na escolta de mais um comboio para o Norte da África. O navio participou da inconclusiva Primeira Batalha de Sirte em 17 de dezembro enquanto estava em mais uma missão de escolta de comboio, enfrentando uma força de cruzadores rápidos e contratorpedeiros britânicos.

#### Últimas ações
O Gorizia foi visitado em 25 de janeiro de 1942 pelo coronel-general alemão Bruno Loerzer, que tinha chegado para comandar as unidades aéreas alemãs da área. Cinco dias depois, o cruzador foi visitado por Humberto, Príncipe de Piemonte e herdeiro do trono italiano, e pelo marechal Hermann Göring, o comandante da Luftwaffe. A embarcação voltou para operações de combate em fevereiro, partindo no dia 14 para procurar navios mercantes Aliados, porém ficou sob ataque ferrenho de torpedeiros e submarinos inimigos. Retornou para Messina sem danos. O Gorizia se juntou a outro comboio para Trípoli em 21 de fevereiro, voltando para Messina três dias depois. Ele participou da Segunda Batalha de Sirte em 22 de março, quando enfrentou cruzadores rápidos e contratorpedeiros britânicos. O confronto ocorreu a uma longa distância e as cortinas de fumaça britânicas interferiram com a artilharia italiana, com o Gorizia não acertando seus alvos. Ele disparou 226 projéteis de sua bateria principal durante a batalha.
Seus canhões principais foram realinhados no começo de maio. Ataques aéreos contra Messina em 25 e 26 de maio tiveram o Gorizia como alvo, porém ele sofreu apenas danos leves. Mais ataques nos dois dias seguintes não infligiram dano algum. A embarcação foi para Tarento em 28 de maio. Novos ataques aéreo continuaram entre 8 e 11 junho, porém novamente o cruzador não foi danificado. A frota partiu no dia 15 para novamente tentar interceptar um comboio britânico para Malta. O hidroavião do Gorizia não retornou durante a operação e presumiu-se que ele foi perdido. Torpedeiros britânicos atacaram o navio três vezes, mas não conseguiram acertá-lo. O cruzador pesado Trento foi atingido por um torpedo e depois foi afundado por um submarino. O Gorizia voltou para Messina em 5 de julho e recepcionou Humberto novamente no dia 17. Ele participou de nova operação de interceptação de comboio entre 11 e 13 de agosto, durante a qual um submarino britânico tentou torpedeá-lo enquanto diminuiu velocidade para lançar um hidroavião. A embarcação desviou do ataque, porém o cruzador pesado Bolzano e o cruzador rápido Muzio Attendolo foram danificados seriamente. O Gorizia, Trieste e dois contratorpedeiros seguiram para Messina, enquanto cinco contratorpedeiros permaneceram para proteger os navios danificados. Humberto fez nova visita em 27 de agosto.

#### Destino

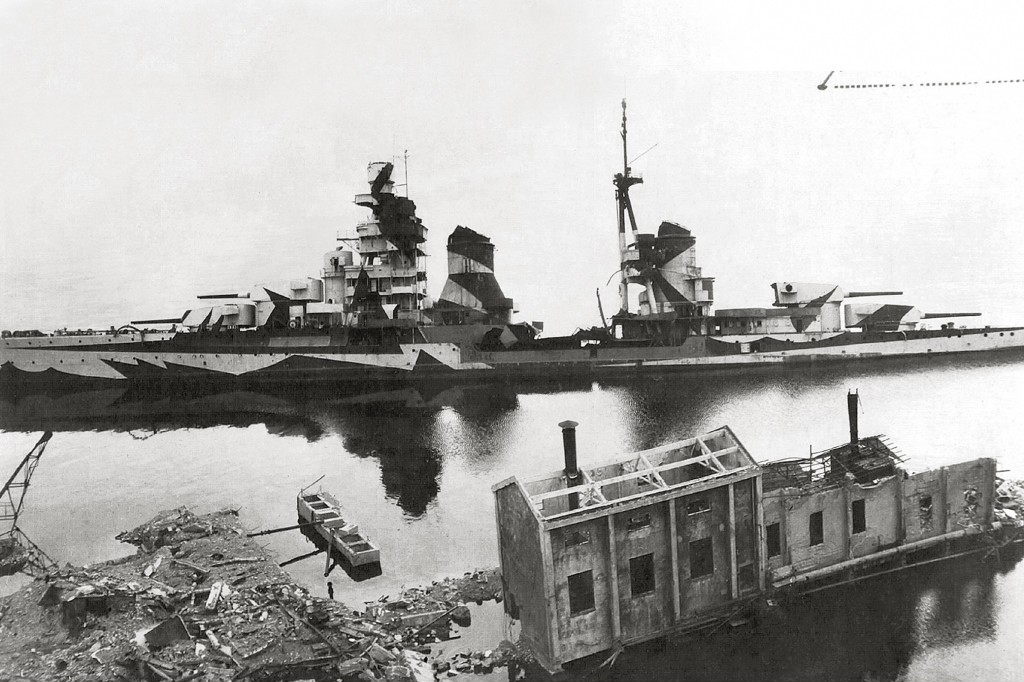
O Gorizia abandonado em La Spezia depois da guerra em 1945

A ameaça de bombardeios Aliados cresceu suficientemente para que a Marinha Real abandonasse Messina como um de suas bases principais em dezembro. A 3ª Divisão partiu para La Maddalena em 9 de dezembro, chegando no dia seguinte. Mesmo assim, as Forças Aéreas do Exército dos Estados Unidos atacaram o porto em 10 de abril de 1943, afundando o Trieste e acertando o Gorizia com três bombas, causando danos sérios. Uma das bombas penetrou a terceira torre de artilharia e explodiu dentro, enquanto as outras duas acertaram o convés atrás na superestrutura a bombordo. Quase acertos abriram buracos no casco abaixo da linha d'água, porém as equipes de controle de dano conseguiram manter as inundações no mínimo. O cruzador foi para La Spezia dois dias depois a fim de passar por reparos. Um novo ataque aéreo em 19 de abril infligiu danos leves. Humberto visitou o Gorizia mais uma vez em 20 de abril enquanto aguardava consertos. A 3ª Divisão foi desfeita dez dias depois, já que os dois cruzadores pesados italianos restantes estavam fora de ação, com o Bolzano tendo sido torpedeado e seriamente danificado por um submarino britânico em agosto de 1942.
O Gorizia entrou em uma doca seca em La Spezia em 4 de maio. Ele ainda estava sob reparos em setembro quando a Itália se rendeu para os Aliados. Foi inicialmente ordenado que a tripulação inundasse a doca seca e deliberadamente afundasse o navio assim que tropas alemãs ocuparam o porto, porém isto foi cancelado quando ficou claro que a embarcação estava muito danificada para ter algum uso. Os alemães depois tiraram o cruzador da doca, o ancoraram no porto e o abandonaram. Mergulhadores britânicos e italianos infiltraram La Spezia na noite de 21 para 22 de junho de 1944 a bordo de torpedos tripulados com o objetivo de afundar o Gorizia e o Bolzano para que não fossem usados como bloqueios pelos alemães. Eles conseguiram afundar o Bolzano, porém fracassaram com o Gorizia. O navio permaneceu flutuando e adernando para bombordo até abril de 1945, quando La Spezia foi liberada pelos Aliados. A Marinha Militar Italiana do pós-guerra julgou que o Gorizia estava muito danificado para ser reparado e decidiu descartá-lo. Ele foi formalmente removido do registro naval em 27 de fevereiro de 1947 e enviado para desmontagem.